# 정기회
정기회(定期會)는 해마다 한 차례씩 정기적으로 소집되는 국회를 말한다. 국회의 정기회는 법률이 정하는 바에 따라 매년 1회 소집된다(헌법 제47조 제1항). 정기회는 매년 9월 1일에 집회한다. 그러나 그날이 공휴일인 때에는 그 다음날에 집회한다(국회법 제4조). 정기회의 회기는 100일을 초과할 수 없다(헌법 제47조 제2항). 정기회에서는 예산안을 심의, 확정하고 법률안을 심의, 의결하며 그 밖의 필요한 의안을 심의, 의결하고 정부의 시정연설을 듣고 대정부 질문을 한다. 국회는 회기중이라도 의결로 일정한 기간을 정하여 활동을 중지할 수 있다. 이것을 휴회라 한다(국회법 제8조 제1항).